# 南蘇丹人權
南蘇丹的人權問題是一個極具爭議的問題，部分原因是因為該國有著長期侵犯人權的歷史。
在2011年7月下旬，即南蘇丹獲得獨立的幾週後，總統薩爾瓦·基爾·馬亞爾迪特對軍隊，警察，政府官員，外交官，以及其他人發表了講話。他警告說，反對軍隊和警察使用酷刑，說它會給南蘇丹帶來“在國際舞台上一個非常壞的形象”。他還聲稱他將“對所有罪犯宣戰”，包括南蘇丹武裝部隊和警察中犯下侵犯人權之罪的成員，並下令司法部起訴任何被指控犯下強姦和折磨罪名的人員。

## 國際法框架
2015年，南蘇丹加入《消除對婦女一切形式歧視公約》，《聯合國禁止酷刑公約》和《兒童權利公約》。

## 政治自由
彼得·阿卜杜勒·拉赫曼·蘇萊，南蘇丹主要反對黨團結民主陣線的領導人，一直以來被指控和新的叛軍聯合對抗政府。他於2011年11月3日被捕。

## 腳註
1. ↑  Wadu, Waakhe Simon. . Oye! Times. 1 August 2011  [18 August 2011]. （原始内容存档于2015-09-24）.
2. ↑  .   [2015-07-12]. （原始内容存档于2019-05-19）.
3. ↑  .   [2015-07-12]. （原始内容存档于2015-07-12）.
4. ↑  .   [2015-04-30]. （原始内容存档于2014-02-11）.
5. ↑  . Sudan Tribune. 4 November 2011  [17 November 2012]. （原始内容存档于2012-07-04）.
6. ↑  . AlArabiya. 4 November 2011  [17 November 2012]. （原始内容存档于2012年2月19日）.

## 外部連結
- Transitional Constitution (human rights covered in Part Two)（页面存档备份，存于）
- Structure of the Ministry of Justice, including human rights directorate
- Time to Act for Peace and Human Rights Protection（页面存档备份，存于） FIDH 2012
- 2012 Annual Report（页面存档备份，存于）, by Amnesty International
- Freedom in the World 2012 Report（页面存档备份，存于）, by Freedom House
- World Report 2012（页面存档备份，存于）, by Human Rights Watch